# Cleome rubella
Cleome rubella là một loài thực vật có hoa trong họ Màng màng. Loài này được Burch. mô tả khoa học đầu tiên năm 1822.